# گمینا راچیخوویتسه
گمینا راچیخوویتسه (به لهستانی:  Gmina Raciechowice) یک گمینا در لهستان است که در شهرستان مشلنگتسه واقع شده‌است. گمینا راچیخوویتسه ۶۰٫۹۷ کیلومتر مربع مساحت و ۵٬۹۵۰ نفر جمعیت دارد.